# Barrow Island (Western Australia)
Barrow Island ist eine 202 km2 große Insel in den Subtropen. Sie liegt etwa 50 km nordwestlich der Küste Westaustraliens und gehört zur Ashburton Shire (darin zum Ashburton Ward) in der Region Pilbara. Auf der Insel lebten zur Volkszählung 2016 1965 Menschen. Im Nordosten schließen sich in 7,4 km Entfernung der Lowendal-Archipel und 10 Kilometer weiter nördlich die Inselgruppe der Montebello-Inseln an.

## Entdeckung und Namen
Auf der Insel fanden sich Hinweise auf eine Besiedlung durch die Ureinwohner Australiens, die Aborigines, im Zeitraum etwa von vor 50.000 bis vor 6.800 Jahren, als durch den Anstieg des Meeresspiegels eine Landverbindung zum Kontinent verschwand. Obwohl die Insel seit dem 16. Jahrhundert immer wieder erwähnt wurde, erhielt sie erst 1816 von Phillip Parker King ihren heutigen Namen nach John Barrow, einem britischen Staatsmann und einem der Gründer der Royal Geographical Society. Vorher im Jahr 1803 sichtete sie Nicolas Baudin auf der Baudin-Expedition. Er hielt sie aber für das australische Festland.

## Flora und Fauna
Barrow-Island ist ein Spinifex-Grasland mit zahlreichen Termitenhügeln, auf der das Bergkänguru, Brillen-Hasenkänguru, Bürstenkänguru, der Goldene Kurznasenbeutler und die Barrow-Insel-Maus leben. Neben der endemischen Wallriffschildkröte, halten sich die Suppenschildkröte, Echte Karettschildkröte und gelegentlich die Unechte Karettschildkröte hier auf. Sieben Arten von Zahnwalen und drei Bartenwale wurden gezählt, auch Buckelwale halten sich im etwa 4100 ha großen Barrow Island Marine Park zeitweise auf und ferner Dugongs. In den Gewässern des marinen Parks befinden sich auch bedeutende Korallenriffe mit tropischer Flora und zahlreichen kleinen Fischen. Es gibt 150 Arten von Steinkorallen im Meeresgebiet. Neben dem marinen Park umschließt die Barrow Island Marine Management Area das Seegebiet um die Insel, außer der Südküste.
Unter den 15 Vogelarten sind der endemische Vogel Malurus leucopterus edouardi, eine Unterart des Weißflügel-Staffelschwanzes, und der Fischadler.
In den Kalksteinhöhlen der Insel kommen endemische Fische wie die blinde Grundelartige Milyeringa justitia, sowie troglobiote und amphibische Arten vor.

## Wirtschaftliche Nutzung
1954 wurde auf der Insel Erdöl gefunden, das seit 1964 ausgebeutet wird. Heute sind 400 Ölquellen aktiv, was die Insel zur größten Erdölförderstätte Australiens macht. 2009 begannen die Arbeiten zur größten Flüssiggasproduktion der Welt. Bis zu 8 % der globalen Nachfrage sollen durch das Gorgon-Gasprojekt gedeckt werden. Vor allem asiatische Abnehmer haben Verträge über mehr als 200 Milliarden Dollar abgeschlossen.

## Umwelt
Am 10. April 1996 wurde auf Barrow Island während des Zyklons Olivia mit 408 km/h die – abgesehen von Tornados – höchste je auf der Erde gemessene Windgeschwindigkeit registriert.